# Bulian Baru
Bulian Baru is een bestuurslaag in het regentschap Batang Hari van de provincie Jambi, Indonesië. Bulian Baru telt 1709 inwoners (volkstelling 2010).